# 이스트코스트자유꼬리박쥐
이스트코스트자유꼬리박쥐(Mormopterus norfolkensis)는 큰귀박쥐과(자유꼬리박쥐류)에 속하는 박쥐의 일종이다. 동부작은사냥개박쥐, 동부자유꼬리박쥐로도 불린다. 오스트레일리아의 토착종으로 퀸즐랜드주 남동부와 뉴사우스웨일스주 동부 지역 사이에서 발견된다. 진한 갈색부터 불그스레한 갈색 털을 갖고 있으며 배 쪽은 연한 색을 띤다. 간헐적으로만 표본이 수집되며, 습성과 상태에 대해서는 거의 알려져 있지 않다. 건조 유칼립투스 숲과 습윤 상록 경목림, 강가 우림 서식지에서 발견된다. 한 무리가 건물 속에서 발견된 기록도 있다. 새끼를 밴 암컷이 홍수붙이(회색망그로브, Avicennia marina) 숲에서 관찰되기도 했다. 둥지에 함께 매달려 지내지만 보통은 홀로 생활한다. 10,000마리의 성체가 존재하는 것으로 추정된다. 목재 채취와 해안가 개발, 자연 화재에 의한 변화로 인한 서식지 감소 때문에 위협을 받고 있다.